# Joan Bernet Toledano
Pour les articles homonymes, voir Bernet et Toledano (homonymie).
Joan Bernet Toledano (né le 6 juillet 1924 à Barcelone et mort le 31 mars 2009) est un dessinateur espagnol de bandes dessinées. Il est l’oncle de Jordi Bernet.